# Courcelles (stanice metra v Paříži)
Courcelles je nepřestupní stanice pařížského metra na lince 2: Nachází se na hranicích 8. a 17. obvodu v Paříži pod náměstím Place de la République de l'Equateur, na kterém se kříží Boulevard de Courcelles, pod kterým vede linka metra, a ulice Rue de Courcelles a Rue de Chazelles.

## Historie
Stanice byla otevřena 7. října 1902 při prodloužení úseku linky mezi stanicemi Étoile a Anvers.

## Název
Jméno stanice je odvozeno od názvů ulic Boulevard de Courcelles a Rue de Courcelles. Courcelles byla vesnice, která se v těchto místech kdysi rozkládala.

## Vstupy
Stanice má dva vchodů:
- Rue de Chazelles u domu č. 1
- Boulevard de Courcelles u domu č. 53